# Balgarska Schelesopatna Kompanija
Die Balgarska Schelesopatna Kompania (bulgarisch Българска железопътна компания (БЖК), transl. Bălgarska Železopătna Kompanija (BŽK), deutsch bulgarische Eisenbahngesellschaft) ist ein privates bulgarisches Eisenbahnunternehmen. Die BŽK steht in Konkurrenz zur wesentlich größeren bulgarischen Staatsbahn BDŽ EAD. BŽK ist eine Tochtergesellschaft der privaten rumänischen Bahngesellschaft Grup Feroviar Român (GFR).
Der Gütertransport findet lediglich auf den Bahnstrecken Sofia–Karlowo–Burgas und der Strecke Russe–Schumen–Karnobat statt.
In der über 100-jährigen bulgarischen Eisenbahngeschichte ist die BŽK die zweite private Bahngesellschaft, die eine Lizenz zum Bahnbetrieb in Bulgarien erhalten hat.

## Firmengeschichte
Die BŽK wurde 2004 rein mit privatem Kapital als bulgarisch-rumänische Eisenbahngesellschaft gegründet und erhielt 2005 die Lizenz für den Eisenbahntransport. Geschäftsziel ist die Durchführung von Gütertransporte auf der Schiene sowohl in Bulgarien, als auch im Ausland. Der Firmensitz ist in Sofia. Vorsitzender des „Rates der Direktoren“ ist Philip Rombaut. Er ist außerdem der Vorstand der Firma Agrochim und der ehemalige Direktor von Jumikor in Pirdop. Executive Direktor ist Wladimir Duntschew, der mehrjährige Erfahrungen bei der Leitung der bulgarischen Staatsbahnen gesammelt hat.
Zuerst führte die BŽK Gütertransporte mit der Lokomotive 40-0177-2 durch, die 2006 von der „Grup Feroviar Roman“ angemietet wurde. 2006 und 2007 wurden weitere Lokomotiven der rumänischen Serie 40 mit einer Leistung von 5400 kW in Dienst gestellt. 2008 hat die BŽK 5 eigenen Lokomotiven. Die BŽK hat keine eignen Waggons. Im Sommer 2007 kaufte die BŽK aus Großbritannien zwei gebrauchte elektrische, vierachsige Lokomotiven der Serie 87 (87019-6). Diese ziehen die Züge der Firma „Jumikor – MED“ (bulg. Юмикор – МЕД), Polimeri AG (bulg. Полимери – АД) und Sodi-Dewnja (bulg. Соди – Девня).
Als Kunde wird auch auf die in Burgas ansässige Tochterfirma „Lukoil Bulgaria“ von Lukoil verwiesen.
Im Zeitraum 2005 bis 2007 stieg der Anteil der BŽK am Eisenbahngütertransport in Bulgarien von 0,06 % auf 7,71 %, hauptsächlich durch Verdrängung der bulgarischen Staatsbahn, der größten bulgarischen Bahngesellschaft.
| Jahr                    | 2006 | 2007 |
| ----------------------- | ---- | ---- |
| Warentransport [1000 t] | 446  | 1365 |
| Tonnenkilometer [Mill.] | 170  | 528  |

## Fuhrpark
Die BŽK besitzt folgende elektrische Lokomotiven:
- Klasse 40-00:
  - 40-0177-2
  - 40-0817-3
  - 40-1001-3
  - 40-1013-8
  - 40-1018-7
  - 40-1019-5
  - 40-1020-7
  - 40-1022-9
- Klasse 52-00:
  - 52 193 - 0
  - 52 212 - 8
  - 52 216 - 9
  - 52 240 - 9
  - 52 249 - 0
- Klasse 55-00:
  - 55 179 - 6
- Klasse 60 (Diesellokomotiven der „Grup Feroviar Roman“):
  - 60 1522 - 6
  - 60 1524 - 2
- Klasse 87 (gebraucht aus Großbritannien):
  - 87 003 - 0
  - 87 004 - 8
  - 87 006 - 3
  - 87 007 - 1
  - 87 008 - 9
  - 87 010 - 5
  - 87 012 - 1
  - 87 013 - 9
  - 87 014 - 7
  - 87 019 - 6
  - 87 020 - 4
  - 87 022 - 0
  - 87 026 - 1
  - 87 028 - 7
  - 87 029 - 5
  - 87 033 - 7
  - 87 034 - 5